# Merionoeda evidens
Merionoeda evidens là một loài bọ cánh cứng trong họ Cerambycidae.